# Solomys ponceleti
Solomys ponceleti là một loài động vật có vú trong họ Chuột, bộ Gặm nhấm. Loài này được Troughton mô tả năm 1935.